# Mr. Romeo
Pour plus de détails, voir Fiche technique et Distribution.
Mr. Romeo est un film indien de Kollywood réalisé par K. S. Ravi sorti le 10 novembre 1996.
Le film met en vedette Prabhu Deva , Madhoo et Shilpa Shetty.

## Fiche technique
- Titre : Mr. Romeo
- Réalisation : K. S. Ravi
- Scénario : Crazy Mohan
- Musique : A. R. Rahman
- Photographie : Manikandan
- Montage : Gautham Raju
- Production : R. B. Choudary
- Société de production : Super Good Films
- Pays :  Inde
- Genre : Action, comédie romantique
- Durée : 162 minutes
- Dates de sortie : 
  - Inde : 10 novembre 1996

## Distribution
- Prabhu Deva : Madras et Romeo
- Madhoo : Madhoo
- Shilpa Shetty : Shilpa
- Vadivelu : Vavval
- Vijayakumar : DGP Vijayakumar
- Surendra Pal : Sathyamoorthy
- Venniradai Moorthy : Grand-père de Madhoo
- Delhi Ganesh : Père de Romeo
- Madhan Bob : Sabapathy